# Ashley Bologna
Pour les articles homonymes, voir Bologna (homonymie).
Ashley Bologna, née le 11 avril 2000 à Nouméa, est une athlète française.

## Carrière
Elle remporte aux Championnats d'Océanie d'athlétisme 2017 à Suva la médaille d'argent du lancer du poids sous les couleurs de la Nouvelle-Calédonie.
Elle est sacrée championne de France du lancer du poids en salle aux Championnats de France d'athlétisme en salle 2019 à Miramas.